# Himouto! Umaru-chan
Himouto! Umaru-chan (干物妹!うまるちゃん, Himōto! Umaru-chan), est une série de manga écrite et dessinée par Sankaku Head. Elle est prépubliée entre mars 2013 et novembre 2017 dans le magazine Weekly Young Jump de l'éditeur Shūeisha, et est composée de douze tomes au total. Une suite intitulée Himōto! Umaru-chan G entre novembre 2017 et avril 2018,.
Une adaptation en anime par le studio Doga Kobo est diffusée entre juillet et septembre 2015 sur ABC au Japon et en simulcast sur Crunchyroll dans les pays francophones. Une seconde saison de la série anime intitulée Himōto! Umaru-chan R (干物妹！うまるちゃんR) est diffusée entre le 8 octobre et le 24 décembre 2017. Un jeu vidéo est sorti pour la PlayStation Vita le 3 décembre 2015.

## Synopsis
Taihei Doma est une personne ayant un poste fixe, cependant il doit s'occuper de sa petite sœur de 16 ans. Cette dernière est la fille la plus populaire de son lycée, belle, et bonne en tout ce qu'elle entreprend. Mais quand elle rentre chez son frère, elle devient le parfait opposé de ce qu'elle est au lycée. Elle se met à grignoter n'importe quoi, jouer aux jeux vidéos et regarder des anime toute la journée et ne fait rien d'autre.

## Personnages
Umaru Doma (土間 埋, Doma Umaru)
Voix japonaise : Aimi Tanaka
Umaru est une excellente élève, aimée de tous, qui paraît douée dans tous les domaines, que ce soit le piano à la natation. C'est du moins l'image qu'elle entretient à l'école. Dès qu'elle revient dans l'appartement qu'elle partage avec son frère, elle devient paresseuse, égoïste et gâtée, passant son temps à jouer à des jeux vidéo de tous genres, à écouter des animes ou encore à guetter de nouvelles babioles à acheter. Elle aime également enquiquiner son frère et lui fait très fréquemment des caprices pour obtenir un nouveau jeu vidéo ou un nouveau manga. Umaru est également une joueuse très connue dans les salles d'arcades où elle gagne à n'importe quel jeu et où elle use du surnom de «UMR».
Taihei Doma (土間 タイヘイ, Doma Taihei)
Voix japonaise : Kenji Nojima
Nana Ebina (海老名 菜々, Ebina Nana)
Voix japonaise : Akari Kageyama
Sylphynford Tachibana (橘・シルフィンフォード, Tachibana Shirufinfōdo)
Voix japonaise : Yurina Furukawa
Kirie Motoba (本場 切絵, Motoba Kirie)
Voix japonaise : Haruka Shiraishi
Takeshi Motoba (本場猛, Motobe Takeshi)
Voix japonaise : Hiroki Yasumoto
Alex Tachibana (橘・アレックス, Tachibana Arekkusu)
Voix japonaise : Tetsuya Kakihara
Manager Kanau (叶課長, Kanau kachō)
Voix japonaise : Ami Koshimizu

## Manga
Le manga Himouto! Umaru-chan est écrit et dessiné par Sankaku Head. Il est initialement prépublié sous forme de deux chapitres one shot dans le magazine Miracle Jump le 16 août et le 16 octobre 2012,. Le manga est ensuite prépubliée sous forme de série dans le magazine Weekly Young Jump à partir du 14 mars 2013. Le premier volume relié est publié par Shūeisha le 19 septembre 2013.
Il a été annoncé dans le 47e numéro de 2017 du magazine Weekly Young Jump de Shūeisha que le manga de Sankaku Head Himōto! Umaru-chan se conclura dans le 50e numéro du magazine, sorti le 9 novembre 2017,. Il a été révélé dans ce même numéro que Sankaku Head lancera un nouveau manga intitulé Himōto! Umaru-chan G dans le 53e numéro du magazine qui est publié le 30 novembre. Cette suite s'est terminée le 19 avril 2018.
Un spin-off centré sur Nana Ebina, provisoirement intitulé Akita Imokko! Ebina-chan (秋田妹！えびなちゃん), était publié sur le site de Niconico Seiga et sur d'autres plateformes après avoir été classé 1er sur le sondage de popularité du site.

### Liste des volumes

#### Himōto! Umaru-chan
| no | Japonais          | Japonais          |
| no | Date de sortie    | ISBN              |
| --- | ----------------- | ----------------- |
| 1 | 19 septembre 2013 | 978-4-0887-9706-9 |
| 2 | 19 février 2013   | 978-4-0887-9722-9 |
| 3 | 19 juin 2014      | 978-4-0887-9861-5 |
| 4 | 19 décembre 2014  | 978-4-0889-0083-4 |
| 5 | 19 mars 2015      | 978-4-0889-0175-6 |
| 6 | 19 juin 2015      | 978-4-0889-0207-4 |
| 7 | 19 octobre 2015   | 978-4-0889-0268-5 |
| Extra : L'édition limitée de la version japonaise du 7e volume est sortie avec un OAV (ISBN 978-4-0890-8244-7). |                   |                   |
| 8 | 18 mars 2016      | 978-4-0889-0370-5 |
| 9 | 18 novembre 2016  | 978-4-0889-0479-5 |
| 10 | 19 avril 2017     | 978-4-0889-0630-0 |
| 11 | 19 septembre 2017 | 978-4-0889-0740-6 |
| 12 | 19 décembre 2017  | 978-4-0889-0821-2 |

#### Akita Imokko! Ebina-chan
| no | Japonais         | Japonais          |
| no | Date de sortie   | ISBN              |
| -- | ---------------- | ----------------- |
| 1  | 18 novembre 2016 | 978-4-0889-0539-6 |
| 1  | 19 décembre 2017 | 978-4-0889-0764-2 |

## Anime
L'adaptation en anime est annoncée en décembre 2014. La série d'animation est réalisée au sein du studio Doga Kobo par Masahiko Ōta, avec un scénario de Takashi Aoshima et des compositions de Yasuhiro Misawa. Elle est diffusée initialement à partir du 9 juillet 2015 sur ABC au Japon et en simulcast sur Crunchyroll dans les pays francophones.
Des épisodes courts Himouto! Umaru-chanS sont ajoutés aux coffrets Blu-ray et DVD japonais de la série.
Dans le 20e numéro du magazine Weekly Young Jump de 2017, une deuxième saison de la série anime intitulée Himouto! Umaru-chan R a été annoncée pour l'automne 2017, avec le même personnel et doubleurs de la première saison de retour pour reprendre leurs rôles. Cette deuxième saison est diffusée pour la première fois depuis le 8 octobre 2017 au Japon sur Tokyo MX, BS11, AT-X et un peu plus tard sur ABC,. HIDIVE détient les droits de diffusion en streaming de la série dans différents pays à l'étranger, dont la France.

### Liste des épisodes

#### Himōto! Umaru-chan
| No | Titre en français                 | Titre japonais           | Titre japonais                  | Date de 1re diffusion |
| No | Titre en français                 | Kanji                    | Rōmaji                          | Date de 1re diffusion |
| -- | --------------------------------- | ------------------------ | ------------------------------- | --------------------- |
| 1  | Umaru et son frérot               | うまるとお兄ちゃん       | Umaru to onii-chan              | 9 juillet 2015        |
| 2  | Umaru et Ebina                    | うまると海老名ちゃん     | Umaru to Ebina-chan             | 16 juillet 2015       |
| 3  | Umaru et sa disciple              | うまると弟子             | Umaru to deshi                  | 23 juillet 2015       |
| 4  | Umaru et sa rivale                | うまるとライバル         | Umaru to raibaru                | 5 août 2015           |
| 5  | Umaru et les Vacances d'été       | うまると夏休み           | Umaru to natsuyasumi            | 6 août 2015           |
| 6  | L'Anniversaire d'Umaru            | うまるの誕生日           | Umaru no tanjōbi                | 13 août 2015          |
| 7  | Le Frère d'Umaru                  | うまるのお兄ちゃん       | Umaru no onii-chan              | 20 août 2015          |
| 8  | Umaru et les Fêtes de fin d'année | うまるとクリスマスと新年 | Umaru to kurisumasu to shin'nen | 27 août 2015          |
| 9  | Umaru et la Saint-Valentin        | うまるとバレンタイン     | Umaru to Barentain              | 3 septembre 2015      |
| 10 | Umaru, le Présent et le Passé     | うまると今と昔々         | Umaru to ima to mukashi mukashi | 10 septembre 2015     |
| 11 | Umaru au quotidien                | うまるの日々             | Umaru no hibi                   | 17 septembre 2015     |
| 12 | Umaru et les Autres               | うまるとみんな           | Umaru to minna                  | 24 septembre 2015     |

#### Himōto! Umaru-chan R
| No | Titre en français                   | Titre japonais     | Titre japonais      | Date de 1re diffusion |
| No | Titre en français                   | Kanji              | Rōmaji              | Date de 1re diffusion |
| -- | ----------------------------------- | ------------------ | ------------------- | --------------------- |
| 1  | Le Retour de la petite sœur         | 干物妹の帰還       | Himōto no kikan     | 8 octobre 2017        |
| 2  | Umaru et Alex                       | うまるとアレックス | Umaru to Arekkusu   | 15 octobre 2017       |
| 3  | Umaru et ses amies                  | うまると友達       | Umaru to tomodachi  | 22 octobre 2017       |
| 4  | Une fête avec tout le monde         | みんなとパーティー | Minna to pātii      | 29 octobre 2017       |
| 5  | Le Voyage d'affaires de grand-frère | お兄ちゃんの出張   | Oniichan no shucchō | 5 novembre 2017       |
| 6  | Umaru et ses rêves                  | うまると夢         | Umaru to yume       | 12 novembre 2017      |
| 7  | Umaru et le Parc d'attractions      | うまると遊園地     | Umaru to yuenchi    | 19 novembre 2017      |
| 8  | Umaru et Hikari                     | うまるとヒカリ     | Umaru to Hikari     | 26 novembre 2017      |
| 9  | Himōto et les Souvenirs             | 干物妹と思い出     | Himōto to omoide    | 3 décembre 2017       |
| 10 | La première fois pour tout le monde | 初めてのみんな     | Hajimete no minna   | 10 décembre 2017      |
| 11 | Umaru et le Ciel étoilé             | うまると星空       | Umaru to hoshizora  | 17 décembre 2017      |
| 12 | Tout le monde et Umaru              | みんなとうまる     | Minna to Umaru      | 24 décembre 2017      |

#### Liste des OAV
| No | Titre en français           | Titre japonais         | Titre japonais        | Date de 1re diffusion |
| No | Titre en français           | Kanji                  | Rōmaji                | Date de 1re diffusion |
| -- | --------------------------- | ---------------------- | --------------------- | --------------------- |
| 1  | Encore une fois, Umaru-chan | うまるちゃん もう1回！ | Umaru-chan mō ichidō! | 19 octobre 2015       |
| 2  | Umaru-chan, la secrète      | 秘密のうまるちゃん     | Himitsu no Umaru-chan | 24 avril 2017         |

## Jeu vidéo
Un jeu vidéo pour la PlayStation Vita, développé par FuRyu et intitulé Himōto! Umaru-chan: Himōto! Ikusei keikaku (干物妹！うまるちゃん ～干物妹！育成計画～), est sorti le 3 décembre 2015 au Japon,. Il s'agit d'un jeu de simulation où l'on doit élever sa petite sœur.

## Réception
En août 2015, le tirage total de la série s'élève à 1,5 million. En novembre 2015, la série a été vendue en 2,2 millions exemplaires. En mars 2017, c'est plus de 2.7 millions d'exemplaires qui ont été vendus.

### Annotation
1. ↑  Le himōto dans le titre est un mot-valise de himono (干物?, litt. « poisson séché », c'est un terme utilisé pour décrire quelqu'un qui affiche une belle apparence en public mais agit de façon paresseuse à la maison) et de imōto (妹?, litt. « Petite sœur »)
2. ↑  Tous les titres français proviennent de Crunchyroll.
3. 1 2  Ces titres ne sont pas des traductions officielles.

### Sources
1. ↑  « Sentai Filmworks Licenses Himōto! Umaru-chan Anime », sur Anime News Network, 9 juillet 2015 (consulté le 16 octobre 2017)
2. 1 2  (en) « Sankaku Head Launches Himōto! Umaru-chan G Manga », sur Anime News Network, 6 novembre 2017 (consulté le 6 novembre 2017)
3. 1 2  (en) Rafael Antonio Pineda, « Himōto! Umaru-chan G Sequel Manga Ends on April 19 : Sankaku Head launched sequel manga after ending original manga last November », sur Anime News Network, 11 avril 2018 (consulté le 6 novembre 2017)
4. 1 2  (en) « Himouto! Umaru-chan Season 2 Announced for Fall/Autumn 2017 - Otaku Tale », sur www.otakutale.com (consulté le 16 octobre 2017)
5. ↑  (ja) « ミラクルジャンプ（１０）　２０１２年９月号 », sur e-hon.ne.jp (consulté le 4 août 2015).
6. ↑  (ja) « 林佑樹の読切がミラクルジャンプに、次号藤崎竜の新作 », sur natalie.mu,‎ 16 octobre 2012 (consulté le 4 août 2015)
7. ↑  (ja) « サンカクヘッドが“干物妹”描くコメディ、ヤンジャンで開幕 », sur natalie.mu,‎ 14 mars 2013 (consulté le 4 août 2015)
8. ↑  (en) « Himōto! Umaru-chan Manga Ends in 3 Chapters », sur Anime News Network, 16 octobre 2017 (consulté le 16 octobre 2017)
9. ↑  (en) Mikikazu Komatsu, « "Himouto! Umaru-chan" Manga Author Teases Possible Sequel on Twitter? », sur Crunchyroll, 2 novembre 2017 (consulté le 6 novembre 2017)
10. ↑  (en) « Himouto! Umaru-chan's Ebina Gets Spinoff Manga », sur Anime News Network, 20 octobre 2015consulté le=16 octobre 2017
11. ↑  (en) « Himōto! Umaru-chan Sibling Comedy Manga Gets Anime », sur Anime News Network, 13 décembre 2014 (consulté le 4 août 2015).
12. ↑  (en) « Masahiko Ohta to Direct Himōto! Umaru-chan Anime at Doga Kobo », sur Anime News Network, 2 mai 2015 (consulté le 4 août 2015).
13. ↑  « Himôto! Umaru-chan arrive en simulcast sur Crunchyroll », sur manga-news.com, 9 juillet 2015 (consulté le 4 août 2015).
14. ↑  (en) « Himōto! Umaru-chan's 1st Mini Anime Episode Streamed », sur Anime News Network, 13 juillet 2015 (consulté le 4 août 2015).
15. ↑  (en) « Himōto! Umaru-chan TV Anime Gets 2nd Season This Fall », sur Anime News Network, 8 avril 2017 (consulté le 16 octobre 2017)
16. ↑  (ja) « ON AIR », sur Site officiel (consulté le 16 octobre 2017)
17. ↑  (en) « HIDIVE Acquires Himouto! Umaru-chan R for International Streaming », sur Anime News Network, 6 octobre 2017 (consulté le 16 octobre 2017)
18. ↑  (en) « Himōto! Umaru-chan Gets PS Vita Game by FuRyu This Winter », sur Anime News Network, 1er juillet 2015 (consulté le 4 août 2015)
19. ↑  (en) « Himōto! Umaru-chan PS Vita Game Ships on December 3 », sur Anime News Network, 3 septembre 2015 (consulté le 23 septembre 2015)
20. ↑  (en) « Himōto! Umaru-chan Manga Has 1.5 Million Copies in Print », sur Anime News Network, 3 août 2015 (consulté le 4 août 2015)
21. ↑  (en) Scott Green, « "Himouto! Umaru-chan" Author Sketches Heroines of "My Hero Academia" and "Dagashi Kashi" », sur Crunchyroll, 20 novembre 2017 (consulté le 16 octobre 2017)
22. ↑  (en) « Himōto Umaru-chan's Sankaku Head Publishes New 3-Chapter Manga », sur Anime News Network, 6 mars 2017 (consulté le 16 octobre 2017)

### Œuvres
Édition japonaise
Himōto! Umaru-chan
1. ↑  (ja) « 干物妹！ うまるちゃん 第1巻 », sur Shūeisha (consulté le 12 octobre 2017)
2. ↑  (ja) « 干物妹！ うまるちゃん 第2巻 », sur Shūeisha (consulté le 12 octobre 2017)
3. ↑  (ja) « 干物妹！ うまるちゃん 第3巻 », sur Shūeisha (consulté le 12 octobre 2017)
4. ↑  (ja) « 干物妹！ うまるちゃん 第4巻 », sur Shūeisha (consulté le 12 octobre 2017)
5. ↑  (ja) « 干物妹！ うまるちゃん 第5巻 », sur Shūeisha (consulté le 12 octobre 2017)
6. ↑  (ja) « 干物妹！ うまるちゃん 第6巻 », sur Shūeisha (consulté le 12 octobre 2017)
7. ↑  (ja) « 干物妹！ うまるちゃん 第7巻 », sur Shūeisha (consulté le 12 octobre 2017)
8. ↑  (ja) « 干物妹！ うまるちゃん 第8巻 », sur Shūeisha (consulté le 12 octobre 2017)
9. ↑  (ja) « 干物妹！ うまるちゃん 第9巻 », sur Shūeisha (consulté le 12 octobre 2017)
10. ↑  (ja) « 干物妹！ うまるちゃん 第10巻 », sur Shūeisha (consulté le 12 octobre 2017)
11. ↑  (ja) « 干物妹！ うまるちゃん 第11巻 », sur Shūeisha (consulté le 12 octobre 2017)
12. ↑  (ja) « 干物妹！ うまるちゃん 第12巻 », sur Amazon.com (consulté le 6 novembre 2017)

Akita Imokko! Ebina-chan
1. ↑  (ja) « 秋田妹！　えびなちゃん　　1 », sur Shūeisha (consulté le 6 novembre 2017)
2. ↑  (ja) « 秋田妹！　えびなちゃん　　2 », sur Shūeisha (consulté le 6 novembre 2017)